# Dictée d'Afrique
La Dictée d'Afrique est un concours international d'orthographe française organisé annuellement dans un pays d'Afrique, sous l'égide de l'Organisation internationale de la francophonie. Ce concours bénéficie aussi du soutien du Ministère des Affaires étrangères français.

## L'épreuve
La Dictée d'Afrique s'est fixé comme objectifs de promouvoir le bon usage de la langue française, d'en développer la maîtrise chez les jeunes et d'encourager la culture du mérite. C'est d'abord une épreuve nationale, créée en 1991.
Les pays participants envoient deux candidats sélectionnés à l'échelon national.

### Candidats suisses
Depuis 2006, un ou deux candidats suisses, champions nationaux de l'année, sont invités à la Dictée d'Afrique l'année suivante. En 2007, personne n'est parti.

### Candidats français
Depuis 2007, trois champions (junior, senior amateur, senior confirmé) de la dictée de Grenoble, organisée par le Club d'orthographe présidé et fondé par Guillaume Terrien (ancien Dico d'or, participant à la dictée de Cotonou en 2006, champion professionnel et prix Senghor), sont invités à participer à la Dictée d'Afrique .

## Éditions de la Dictée d'Afrique
- 2006 : Cotonou, Bénin, texte de l'écrivain Jérôme Carlos.
- 2007 : Douala, Cameroun

## Distinctions
- 2003 : Trophée de la Langue française.
- 2004 : Prix spécial de la Mission laïque française.